# Islam aux Comores

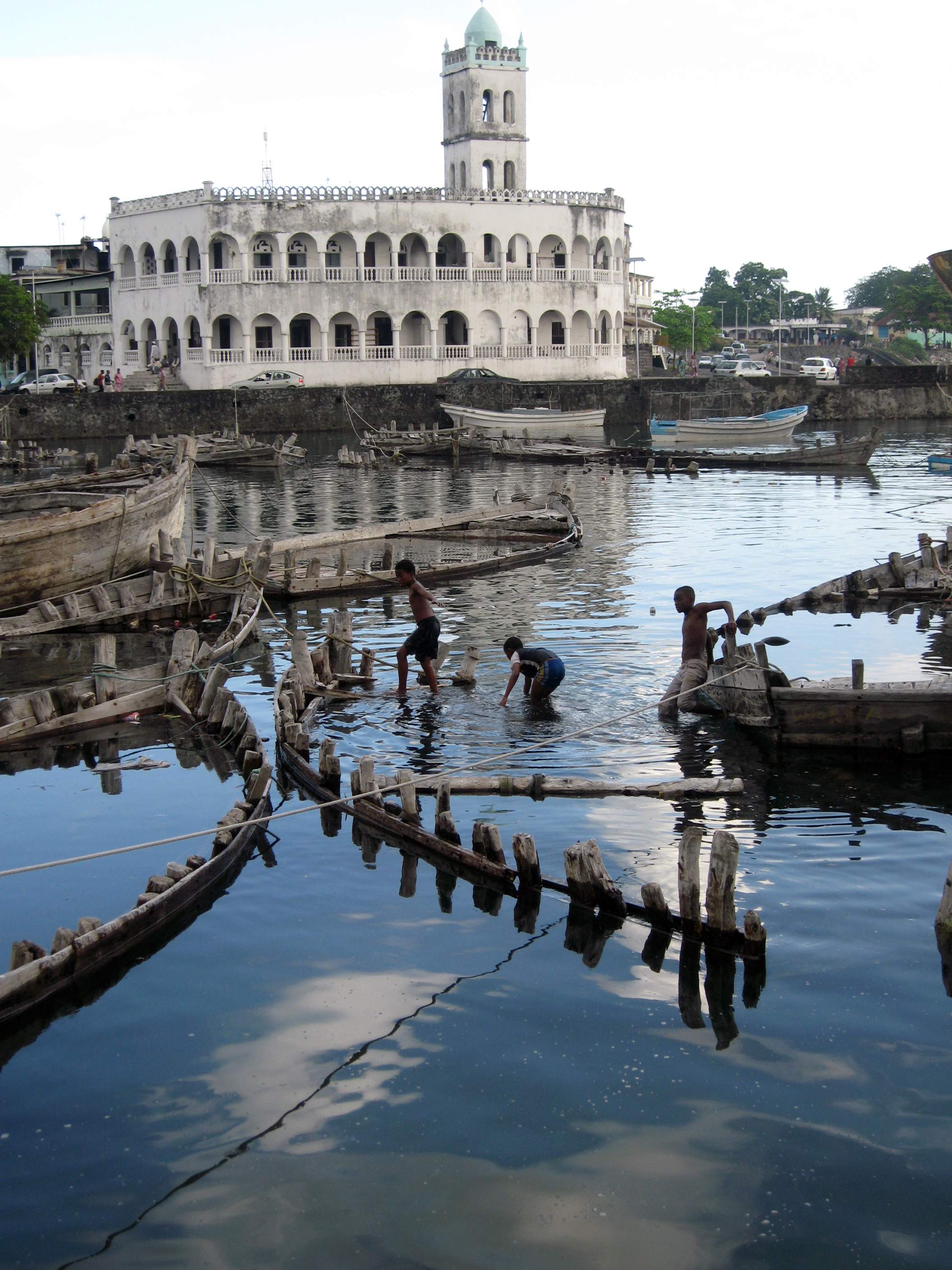
La mosquée du vendredi, dans la capitale Moroni

Environ 99 à 100 % de la population de l'union des Comores est musulmane, essentiellement sunnite de rite chafiite.

## Histoire

### Début de l'islam aux Comores
Une légende locale affirme que l'islam fut apporté dans les Comores du temps de la vie de Mahomet, par deux nobles Comoriens qui visitaient La Mecque : Fey Bedia Mwamba et Mtswa Mawandze. Les études historiques suggèrent que l'islam est arrivé aux Comores par des marchands arabes et par des princes sunnites Perses qui s'exilèrent aux Comores au IXe siècle. À partir de cette époque, les Comores ont été surnommées en Occident les « îles des sultans batailleurs ».

### Structuration et développement de l'islam

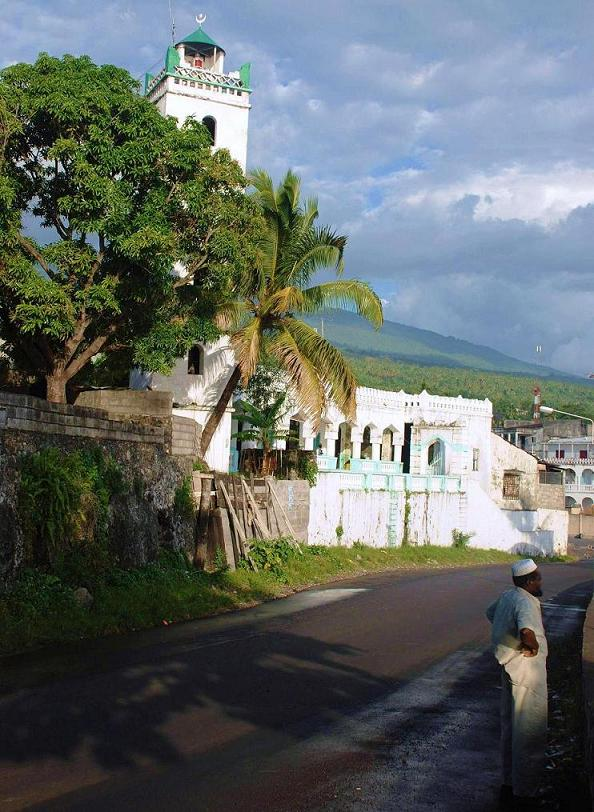
Une mosquée à Moroni

Au XVIe siècle le chef originaire du Chiraz Hassan ibn Issa, qui affirmait être un descendant de Mahomet, appela les Comoriens à se convertir à l'islam. Il fit aussi construire beaucoup de mosquées. Plus tard, au XIXe siècle, le cheikh Abdallah Darwesh introduisit la confrérie chadhiliyya aux Comores. Né dans la grande Comore, il avait voyagé au Moyen-Orient, et fut un artisan majeur du développement de cette confrérie soufie. Le cheikh Al-Ami ibn Ali al-Mazruwi, décédé en 1949, fut le premier ouléma des Comores. Il traduisit en swahili des livres importants de l'islam.

### La colonisation française
Les Comores devinrent un protectorat français en 1841 pour Mayotte, et en 1866 pour Anjouan, la Grande Comore et Mohéli. Lors du référendum sur l'indépendance de 1974, Mayotte choisit de rester française, alors que l'union des Comores se prononça pour l'indépendance. Ahmed Abdallah, un chef local de l'île d'Anjouan, chercha à éviter que Mayotte ne reste française. Mais en 1976, les Mahorais exprimèrent à nouveau leur attachement à la France. Depuis lors, les Comores ont subi de nombreux coups d'État et ont souvent vécu dans une forte instabilité politique. Depuis l'élection en 2010 du président Ikililou Dhoinine, un équilibre politique existe, mais les tensions sont encore vives.

## Actuellement

### L'islam aux Comores

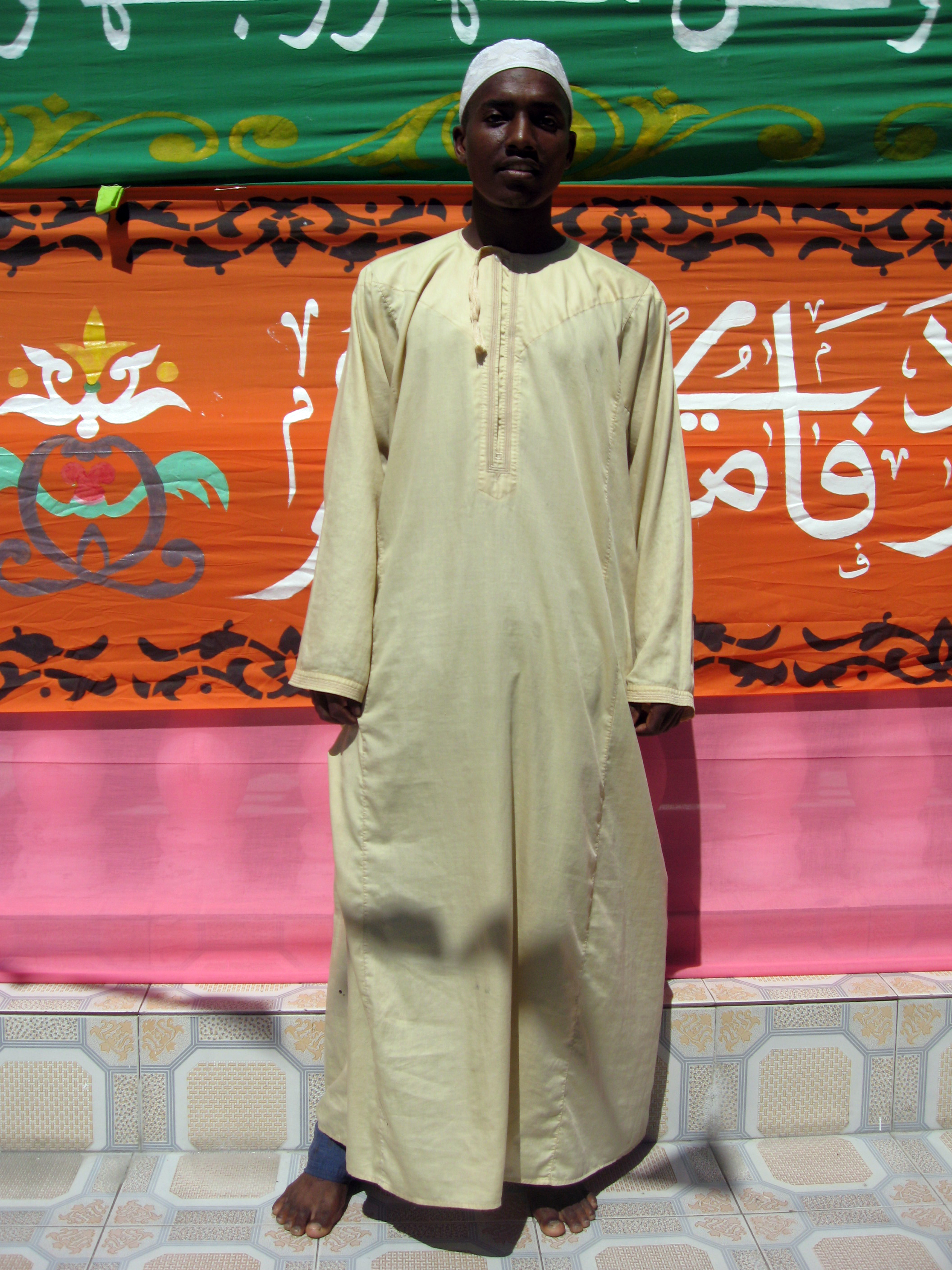
Un musulman de la Grande Comore

Les îles des Comores sont parsemées de centaines de mosquées, ainsi que de nombreuses madrasas. Tous les petits garçons vont à l'école coranique pendant deux ou trois ans, dès l'âge de cinq ans. Ils y apprennent l'arabe et les rudiments de l'islam. S'ils sont d'une famille de paysans, ils aident parfois leur professeur pour le travail de la terre.
Toutes les fêtes musulmanes sont observées par les musulmans, notamment l'Aïd el-Adha, Muharram, l'achoura, Mawlid, Laylat-al-Miraj, et le ramadan. La fête de mawlid culmine avec le jeûne pour l'ouléma, au cours duquel de nombreuses femmes portent le chirumani, une sorte de batik qui couvre tout le corps.

### L'islam politique
La situation politique et économique est chaotique depuis l'obtention de indépendance vis-à-vis de France en 1975. Des factions rivales ont cherché à obtenir le soutien des religieux pour faire respecter le pouvoir politique ou pour le contester. Les opposants politiques avaient leur propre interprétation du Coran et des hadiths, appelant à la charia pour lutter contre la corruption, qui mine le pays. Différents courants d'islam politique sont entrés en compétition pour soutenir le gouvernement ou pour obtenir son départ. Le wahhabisme a considérablement augmenté depuis que des étudiants sont partis faire des études islamiques à l'étranger. En réponse à l'injustice et au chaos laissés par le gouvernement des Comores, les islamistes veulent créer une république islamique[réf. nécessaire].